# Tomasz Kuśmierek

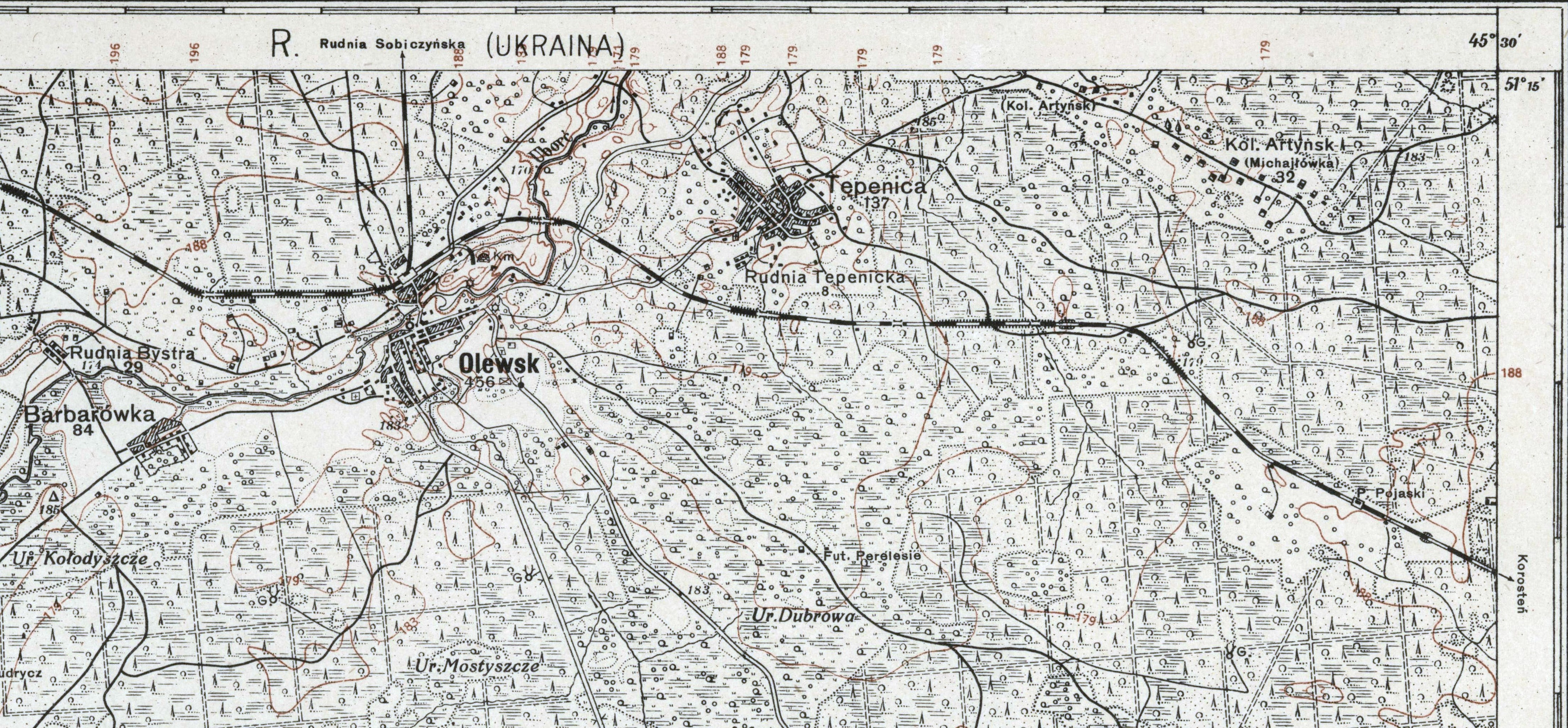
Rejon działania patrolu ppor. Jana Werakso.

Tomasz Kuśmierek (ur. 30 sierpnia 1892 w Krzywanicach, zm. 9–11 kwietnia 1940 w Katyniu) – major artylerii Wojska Polskiego, działacz niepodległościowy, kawaler Orderu Virtuti Militari, ofiara zbrodni katyńskiej.

## Życiorys
Urodził się w Krzywanicach, w ówczesnym powiecie noworadomskim guberni piotrkowskiej, w rodzinie Józefa, gospodarza na 18 morgach, i Józefy z Trzcińskich. W 1902 rozpoczął naukę w dwuklasowej szkole Feliksa Fabianiego w Radomsku. We wrześniu 1906 rozpoczął naukę w I Polskim Gimnazjum Filologicznym Waleriana Kuropatwińskiego w Częstochowie (od 1908 było to gimnazjum Gustawa Kośmińskiego). Pod koniec 1910 jako uczeń VII klasy wystąpił z gimnazjum, z zamiarem kontynuowania nauki w szkole mierniczej. Ostatecznie, z powodu braku środków finansowych, przerwał naukę. Od 1911 pracował społecznie na wsi, biorąc czynny udział w ruchu zarzewiackim.
12 sierpnia 1914 w Piotrkowie wstąpił do Legionów Polskich. W szeregach II batalionu Albina Fleszara ps. „Satyr” walczył w bitwie pod Krzywopłotami. 15 listopada 1914 został odkomenderowany do 5. baterii 1 pułku artylerii. Wziął udział we wszystkich walkach baterii pod dowództwem Przemysława Barthel de Weydenthala ps. „Borucki”. 17 marca 1916 został przeniesiony do 1. baterii haubic na stanowisko działanowego, awansując na kaprala. Po powrocie z frontu do Pułtuska pełnił funkcję szefa baterii, w stopniu plutonowego. 30 marca 1917 został wykazany we wniosku komendy 1 pułku artylerii o odznaczenie austriacki Krzyżem Wojskowym Karola. Od 20 maja do 17 lipca 1917 był słuchaczem kursu podchorążych przy 1 pułku artylerii w Górze Kalwarii. 19 lipca 1917, w czasie kryzysu przysięgowego, został internowany w obozie w Szczypiornie, a następnie w Łomży. 22 lipca 1918 został zwolniony z internowania.
29 listopada 1918 wstąpił do Wojska Polskiego, do 3 baterii artylerii konnej w Lublinie. 12 kwietnia 1919 jako podoficer byłych Legionów Polskich został mianowany z dniem 1 kwietnia 1919 podporucznikiem artylerii. Następnie służył w pociągu pancernym nr 15, a później w pociągu pancernym nr 22 „Groźny”. Wyróżnił się w dniach 12–17 marca 1920 w czasie akcji zniszczenia bolszewickiego pociągu pancernego nr 56 „Komunard”, dwa kilometry na wschód od stacji Pojaski.
Podpułkownik Wacław Fara, dowódca 14 pułku piechoty i odcinka „Olewsk” we „wniosku na odznaczenie orderem «Virtuti Militari»” napisał: „w noc z 13 na 14 marca został podminowany tor kolejowy w odległości 14 kilom. od Olewska przez patrol pociągu pancernego «Groźny» celem wysadzenia nieprzyjacielskiego pociągu pancernego, który podjeżdżał do Olewska i ostrzeliwał miasto wywołując popłoch wśród ludności i demoralizując wojsko. Od rana 15 marca ppor. Kuśmierek z 3 żołnierzami miał dyżur przy maszynce elektrycznej, która była umieszczona w odległości 70 metrów od min założonych pod tor kolejowy. Miny były założone w miejscowości, którą nieprzyjaciel silnie patrolował i która była przepełniona ludnością cywilną przychylną dla nieprzyjaciela i mogła zdradzić zasadzkę. Jednak ppor. Kuśmierek wytrwał na posterunku cały dzień 15, noc z 15 na 16 i dzień 16, oczekując na pociąg pancerny, nie spostrzeżonym. Dnia 16 marca o godz. 17 pociąg pancerny «Komunard» pomału przesuwał się ze stacji Rudnia Radowelska w stronę Olewska. Widząc, że pociąg ma małą szybkość ppor. Kusmierek nie spowodował wybuchu i chcąc otrzymać większy skutek przy wysadzeniu dał możność pociągowi pancernemu przejechać w stronę Olewska nie poszkodowanym, (...) tylko skład pociągu. Po 30 minutach oczekiwania pociąg powracał od strony Olewska już śmiało, rozwijając szybkość do 15 kilometrów na godzinę. Pporucznik Kuśmierek z 3 ludźmi przyczaił się koło maszynki i nie zważając na bliską odległość od poruszającej się stalowej twierdzy nie stracił ducha i wyczekawszy aż pierwsza para kół przedniego wagonu przejedzie przez minę – spowodował wybuch. Przedni wóz pancerny przewrócił się z nasypu, tender przewrócił się, parowóz wrył się psując na znacznej przestrzeni tor, tylny wóz tylko przednimi kołami zszedł z szyn. Załoga pociągu zachowała się dzielnie, gdyż po kilku minutach chaosu, na komendę otworzyła silny ogień z dział i kar. masz. z tylnego wagonu we wszystkich kierunkach. Por. Kusmierek pod silnym ogniem odchodził od toru, lecz nie w kierunku do Olewska, a tylko w kierunku do nieprzyjaciela celem mylenia załogi wys[adzonego]. poc[iągu]. p[ancernego]. Wyszedłszy nieco w tył zaczął ostrzeliwać pociąg i gdy patrol, który szedł na zmianę ppor. Kuśmierka zaczął ostrzeliwać z przeciwnej strony, ppor. Kusmierek omijając patrole nieprzyjacielskie powrócił do Olewska”. 
W grudniu 1920 został wyznaczony na stanowisko dowódcy pociągu „Groźny”. Po zakończeniu działań wojennych pozostał w wojsku jako oficer zawodowy i kontynuował służbę na stanowisku dowódcy pociągu nr 22, a jego oddziałem macierzystym był 3 dywizjon artylerii konnej. Później został przeniesiony do 27 pułku artylerii polowej we Włodzimierzu, jako oddziału macierzystego z pozostawieniem na dotychczasowym stanowisku. 3 maja 1922 został zweryfikowany w stopniu kapitana ze starszeństwem od 1 czerwca 1919 i 419. lokatą w korpusie oficerów artylerii. Z dniem 15 lutego 1924, po likwidacji pociągu „Groźny”, został przeniesiony do 2 pułku artylerii ciężkiej w Chełmie. W styczniu 1927 został przeniesiony do 29 pułku artylerii polowej w Grodnie z równoczesnym przydziałem do samodzielnego dywizjonu artylerii przeciwlotniczej nr 1 na stanowisko dowódcy plutonu technicznego. Z dniem 1 marca tego roku został przeniesiony służbowo na X kurs dowódców dywizjonów w Centrum Wyszkolenia Artylerii w Toruniu z równoczesnym zwolnieniem z zajmowanego stanowiska. 18 lutego 1928 został mianowany majorem ze starszeństwem z 1 stycznia 1928 i 19. lokatą w korpusie oficerów artylerii. W kwietniu 1928 został wyznaczony na stanowisko kwatermistrza w macierzystym 29 pap. W grudniu 1929 został zwolniony z zajmowanego stanowiska z zachowaniem dotychczasowego dodatku służbowego. W marcu 1931 został przeniesiony do 1 pułku artylerii ciężkiej w Modlinie na stanowisko dowódcy III dywizjonu. Z dniem 30 kwietnia 1935 został przeniesiony w stan spoczynku. Mieszkał w Piotrkowie Trybunalskim przy ul. Mickiewicza 25b. 
We wrześniu 1939 wzięty do niewoli przez sowietów w Brześciu n. Bugiem. W kwietniu 1940 był osadzony w Kozielsku. Między 7 a 9 kwietnia 1940 został przekazany do dyspozycji naczelnika Zarządu NKWD Obwodu Smoleńskiego (lista nr nr 017/2 z 5 kwietnia). Między 9 a 11 kwietnia 1940 zamordowany w Katyniu i tam pogrzebany. Od 28 lipca 2000 spoczywa na Polskim Cmentarzu Wojennym w Katyniu.
Żonaty z Marią z Gancarzów, dzieci nie miał.
5 października 2007 minister obrony narodowej Aleksander Szczygło mianował go pośmiertnie na stopień podpułkownika. Awans został ogłoszony 9 listopada 2007, w Warszawie, w trakcie uroczystości „Katyń Pamiętamy – Uczcijmy Pamięć Bohaterów”.

## Ordery i odznaczenia
- Krzyż Srebrny Orderu Virtuti Militari nr 5053 – 3 lutego 1922[24]
- Krzyż Niepodległości – 6 czerwca 1931 „za pracę w dziele odzyskania niepodległości”[25][26][27][28]
- Krzyż Walecznych trzykrotnie[29][30] (po raz 1, 2 i 3 jako członek załogi pociągu pancernego nr 22[31] oraz po raz 1 i 2 „za czyny orężne w czasie bojów Legionów Polskich”[32])
- Medal Pamiątkowy za Wojnę 1918–1921[33]
- Medal Dziesięciolecia Odzyskanej Niepodległości[33]
- Odznaka Pamiątkowa Więźniów Ideowych[34]